# Auditore
Auditore là một đô thị ở tỉnh Pesaro và Urbino trong vùng Marche, nằm cách 80 km về phía tây bắc của Ancona và khoảng 30 km về phía tây nam của Pesaro. Tại thời điểm ngày 31 tháng 12 năm 2004, đô thị này có dân số 1.489 và diện tích là 20,3 km².
Đô thị Auditore có các frazione (subdivision) Castelnuovo.

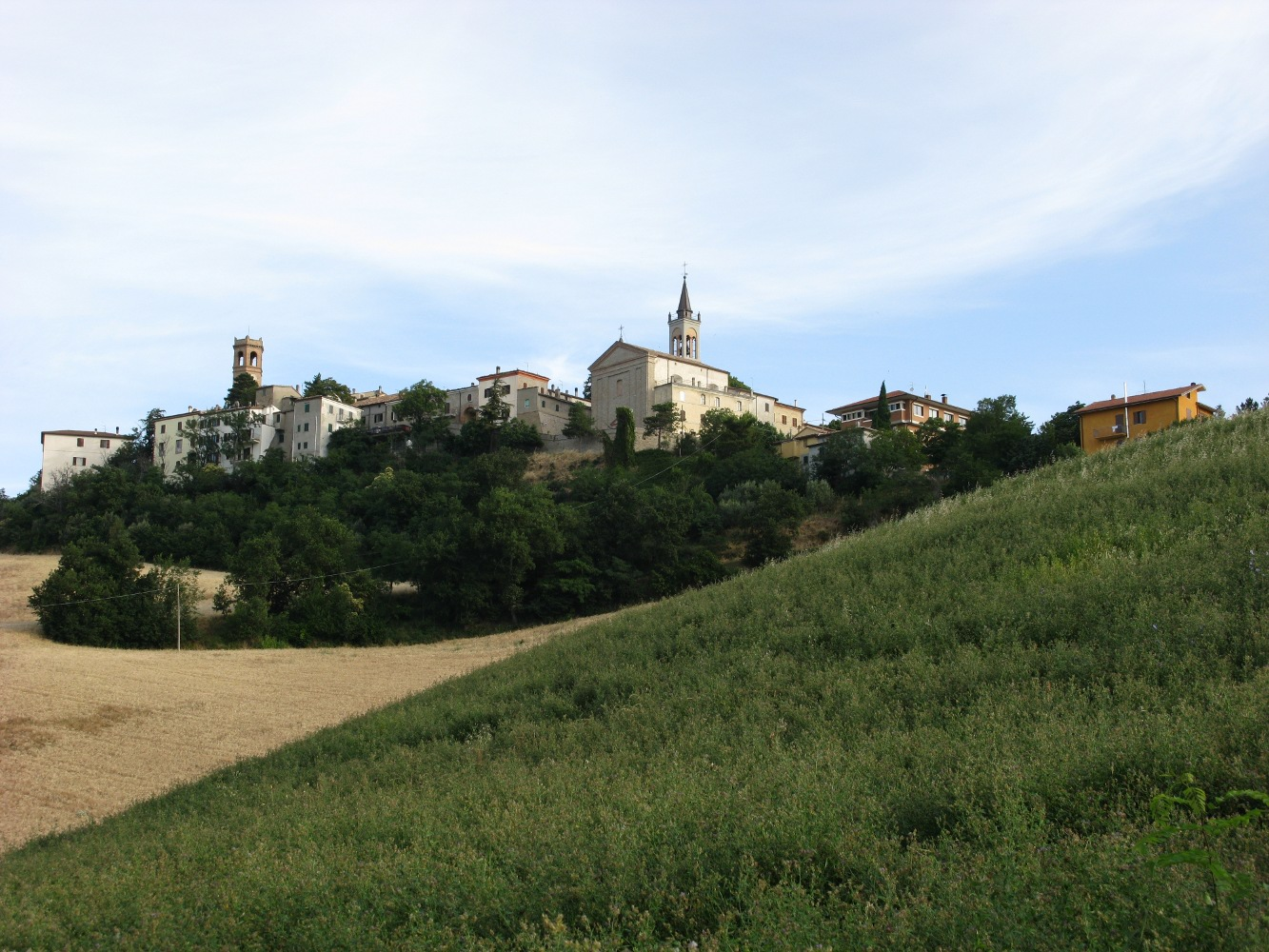
Auditore

Auditore giáp các đô thị sau: Gemmano, Mercatino Conca, Montefiore Conca, Sassocorvaro, Tavoleto, Urbino.